# Strachotín

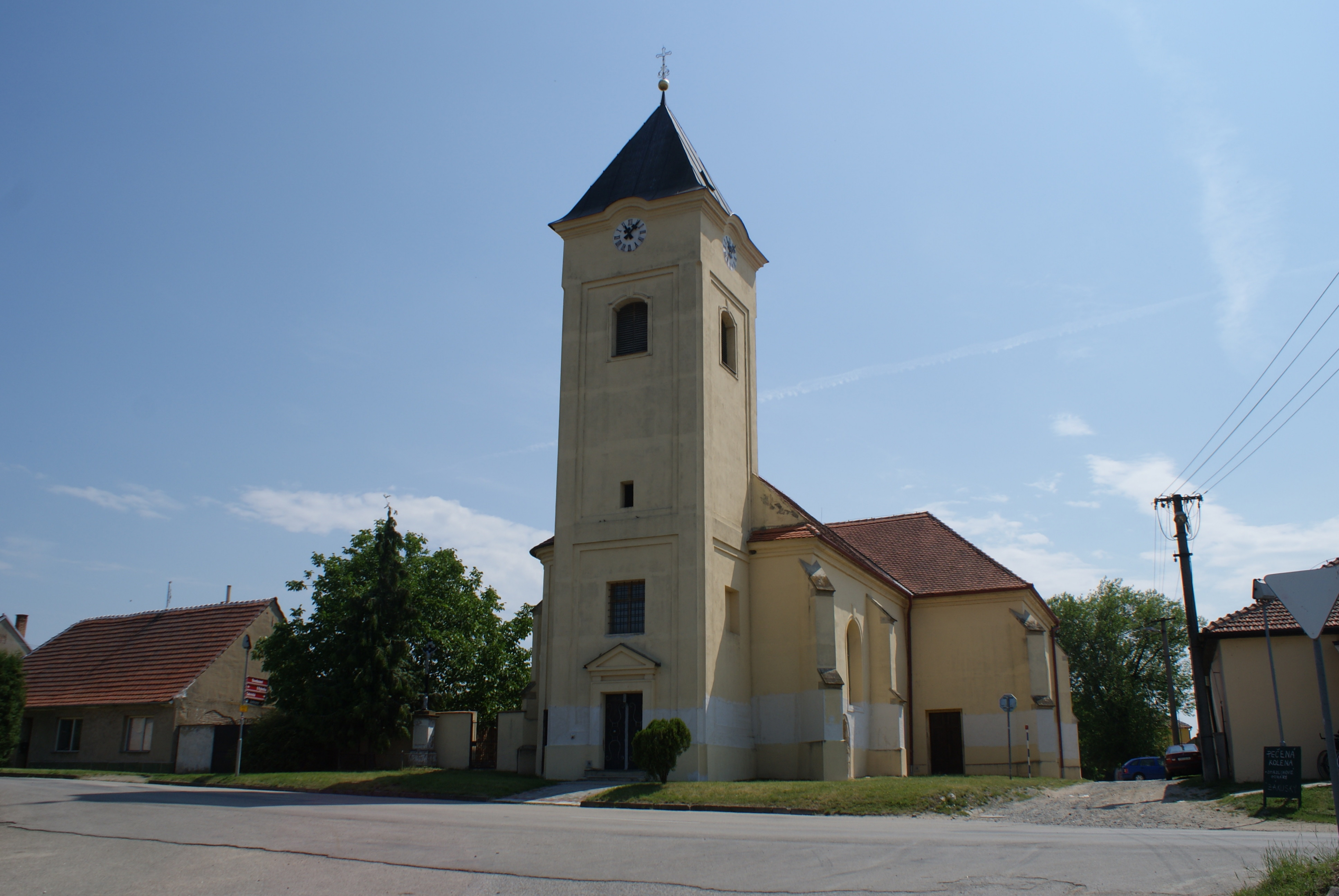

Strachotín, Duits: Tracht, is een gemeente in Tsjechië 33 km ten zuiden van Brno. Het ligt aan het noorden van een stuwmeer in de rivier de Thaya met een verbinding naar de overkant van het meer naar Dolní Věstonice. Strachotín telde 830 inwoners in 2024.
Bavory ·
Boleradice ·
Borkovany ·
Bořetice ·
Brod nad Dyjí ·
Brumovice ·
Břeclav ·
Březí ·
Bulhary ·
Diváky ·
Dobré Pole ·
Dolní Dunajovice ·
Dolní Věstonice ·
Drnholec ·
Hlohovec ·
Horní Bojanovice ·
Horní Věstonice ·
Hrušky ·
Hustopeče ·
Jevišovka ·
Kašnice ·
Klentnice ·
Klobouky u Brna ·
Kobylí ·
Kostice ·
Krumvíř ·
Křepice ·
Kurdějov ·
Ladná ·
Lanžhot ·
Lednice ·
Mikulov ·
Milovice ·
Moravská Nová Ves ·
Moravský Žižkov ·
Morkůvky ·
Němčičky ·
Nikolčice ·
Novosedly ·
Nový Přerov ·
Pavlov ·
Perná ·
Podivín ·
Popice ·
Pouzdřany ·
Přítluky ·
Rakvice ·
Sedlec ·
Starovice ·
Starovičky ·
Strachotín ·
Šakvice ·
Šitbořice ·
Tvrdonice ·
Týnec ·
Uherčice ·
Valtice ·
Velké Bílovice ·
Velké Hostěrádky ·
Velké Němčice ·
Velké Pavlovice ·
Vrbice ·
Zaječí